# ゾマホン・ルフィン
ゾマホン・イドゥス・ルフィン（Zomahoun Idossou Rufin、1964年6月15日 - ）は、西アフリカ・ベナン共和国の外交官（元駐日本国ベナン共和国特命全権大使）、日本のテレビタレント。
1998年、TBS系列のバラエティ番組『ここがヘンだよ日本人』に留学生としてレギュラー出演。外国人タレントとして当初は稲川素子事務所に所属していたが、後にオフィス北野に移った。
21世紀になってからはNPO法人の設立および運営、ベナン共和国第4代大統領ヤイ・ボニのアジア・オセアニア関連大統領特別顧問と、駐日特命全権大使を兼務していた。2016年、ベナンの大統領がパトリス・タロンに交代したことに伴って年内で駐日大使を退任した。
幼少時にカトリックの洗礼を受けているカトリック信者（クリスチャン）でもあり、本名のルフィンは洗礼名である。

## 来歴

### 幼少期
1964年6月15日に西アフリカのダホメ共和国（後のベナン共和国）ダサズメ・イガンガン村で、公務員の父の下、10番目の末っ子として生まれる。しかしベナンは乳幼児死亡率が高い国で、一家も裕福であるとは言えず、先に生まれた子供は2人を残して皆ゾマホンが生まれる前に死んでしまったという。
父は厳格で非常に怖い存在であり、ゾマホンは常に敬語を使って会話をしていたという。15歳の時に父が病気で急死し、ゾマホンはコトヌー市の父方の叔父の下に移り中学校に通う。当時のベナンにおける義務教育は有料であったが、父が教育に熱心で貧しい生活ながらも力を入れて子ども達を小学校に通わせたため、ゾマホンは勉強好きになる。
成績は優秀で、1986年に当時ベナン唯一の国立大学であった国立ベナン大学（現在の国立アボメ・カラビ大学）に合格したが、学費はもちろん、文房具を買うお金にさえも困っていた。

### 日本への興味、中華人民共和国への留学
ゾマホンが日本に興味を持つようになったきっかけは、中学時代に授業で「日本人は、アジアで最も野蛮で恐ろしい民族だ。1938年に、南京で大勢の中国人を虐殺した（南京事件）」と、非常に野蛮な国だと教えられたことであった。しかし、高校生の頃に日本がベナンとは比べものにならない程の先進国であることを知り、やがて日本へ行ってみたいという気持ちにつながっていった。
ベナン大学在学中は中国語を学び、漢字に興味を持ったことから、1987年に中華人民共和国の北京語言学院に国費留学した。学業の傍ら、アフリカ諸国の特命全権大使の専属通訳や、大使たちの車の清掃などのアルバイトをして得たお金を、母国の親族に送金していた。大学では、中国文化と中国語を専攻し、孫文や孔子の思想を学んだ。
中国でのクラスメートは日本人が多く、彼らとの交流を通じて日本に行きたいという思いをさらに強めた。

### 来日
修士課程修了後、北京語言学院のクラスメートの親に保証人になってもらい、1994年に自費留学生として来日。東京都江戸川区・小岩にある学旺日本語学校（現・東京日英学院）に通いながら、ビデオカメラの把手部品の製造工場、語学講師、引越し屋など数多くのアルバイトをこなした。午前中は日本語学校に通い、その他の時間はアルバイトに充てたため、睡眠時間は通常でも1日3〜4時間、少ない時は1〜2時間という生活を送る。生活費を切り詰めるため食事は1日1食で、公園などの水のみで生活した時期もあったという。このような生活がたたり胃潰瘍になったこともある。
また、留学の際に保証人となった高橋政昭の経営の工場で、作業中に激しい眠気が襲い、左手の人指し指を切断してしまう。病院での入院費その他の諸費用は、全て高橋が負担した。そのためゾマホンは著作の中で高橋を「私にとっての神様です」と敬しており、また、最初のページに「故・高橋政昭・氏に捧ぐ」と書いている。また、ゾマホンが「日本とベナンの間の掛け橋になりたい」という夢を掲げるようになったのも、高橋の影響であるという。
1997年2月、上智大学大学院博士前期課程（修士課程）に入学した。修士論文のテーマは、「母国ベナンにおける初等教育普及問題点〜日本と中国を比較して〜」であった。

### テレビタレントとして
1998年、高円寺のラーメン屋にて稲川素子事務所のアメリカ人スカウトマンからスカウトを受け、特番『たけし×世界バトルII かなりヘンだよ日本人』に出演した。出演時の発言が「変なアフリカ人」キャラとして認知され、以降は同局で先述の特番がレギュラー化された『ここがヘンだよ日本人』に稲川素子事務所所属の外国人タレントとして出演した。
『ここがヘンだよ日本人』では独特の口調と、議論が白熱する際のエキセントリックなリアクションで瞬く間にお茶の間の人気を博し、様々な番組にコメンテーターとして出演。さらには小学校建設などの社会福祉的な活動をはじめ、自著を出版するに至る。ビートたけしを尊敬しており、オフィス北野への移籍後はたけし軍団に所属する。たけしの付き人をしているので、たけしの横で見切れる形でテレビ画面に映る事がある。また、たけしの協力を得て、母国ベナンに学校を作る計画を実現した。
しかし、こうした活動で著名になった為に、日本人による詐欺被害にあったり、マスメディアで様々な虚偽の内容の報道をされたり激しいバッシングを受けたりする事もあり、それが数度に渡り続いたせいで一時期日本人に対して人間不信状態に陥った事もあると、二冊目の自著「ゾマホン大いに泣く、みなさま心よりありがとう」（河出書房新社刊）にて告白している。
2007年2月26日付『東京スポーツ』紙上で、長年「そのまんま東」の芸名を使用していた東国原英夫・前宮崎県知事が今後は政治家として本名で活動を行っていく方針を表明している事に伴い、ゾマホンが「二代目そのまんま東」の名前を襲名することがたけしより発表された。しかし、「そのまんま東」の芸名に関しては東国原のイメージが強く定着していることや、本人も「ゾマホン」の名称で広く知られていることから、この襲名が一般に定着しているとは言い難い。また、たけし本人もバラエティー番組のトーク時にゾマホンの話題をごく稀に語る事があるが、その際にも基本的に「ゾマホン」と呼んでいる。
また、マダ村越と一緒に「ゾマホンズ」という名のお笑いコンビとしての活動も行っていた。米国大統領バラク・オバマの「Yes We Can.」の物真似の直後にノッチの「ノッチでーす」の物真似をするというのを持ちネタの一つにしていた。
駐日ベナン大使就任に伴い、オフィス北野から離れた。それに伴い「二代目そのまんま東」も返上することになり、「そのまんま東」の名跡は空位となった。

## 略歴
- 1987年 - ベナン国立大学（現・国立アボメ-カラビ大学）アフリカ文学専攻卒業
- 1993年 - 北京語言文化大学（中国）修了（修士学位取得）
- 1994年 - 学旺日本語学校入学
- 1996年
  - 学旺日本語学校卒業
  - 上智大学大学院研究生入学
- 1997年 - 上智大学大学院博士前期課程（社会学）入学
- 1999年 - 上智大学大学院博士前期課程（社会学）修了
- 1999年 - 上智大学大学院博士後期課程（社会学）入学
- 2001年 - JCI（国際青年会議所）より「世界最優秀青年賞」受賞
- 2002年
  - ベナン共和国・国民栄誉賞受賞
  - NPO法人IFE及びIFE財団設立[6]
- 2004年 - ベナン共和国・大統領特別顧問就任
- 2006年
  - ベナン共和国・大統領特別顧問再任
  - 上智大学大学院文学研究科社会学専攻博士後期課程単位取得退学
- 2007年 - 二代目「そのまんま東」を襲名
- 2008年 - オフィス北野所属のマダ村越と共に、お笑いコンビ・ゾマホンズを結成する
- 2009年
  - ゾマホン名義のCD「どんぐり野郎」（ユニバーサルJ）で歌手デビュー。CD売上金のほとんどはベナンに寄付した
  - 社会貢献支援財団により、「社会貢献者表彰」受賞
- 2011年 - 同年12月14日に行われたベナン共和国政府閣僚理事会において、同国首相パスカル・コウパキ（英語版）によりゾマホンの新ベナン駐日大使への就任が提案され、同日ベナン政府により閣議決定された[9][10]
- 2012年
  - 8月2日、皇居にて新駐日ベナン国大使として、信任状捧呈を行った。両国の関係発展に尽力し、2020年東京オリンピックの誘致にも協力した[6]。
  - ポヌ・ジョジアヌと結婚。
- 2016年 - 駐日大使離任
- 2019年 - ベナンの国民議会選挙への出馬予定であったが、投票日の3週間前に所属していた政党「新興ベナンのための力」（FCBE、現職の大統領タロンに反対の立場）が候補者を擁立できなくさせられた。この間、自宅の敷地に潜んでいた不審人物が警察に射殺される騒動が起きたほか、政権側からの嫌がらせを受けている[6][11]。その後都内でタロンと面会し、「おまえは俺に徹底的に反対してる、でもね、俺はやりたいことはぜったいやるよ」と言われた[6]。
- 2023年 - 同年1月8日に行われたとなった国民議会選挙に出馬するも、落選。ゾマホンは敗因を「1万3000票対8000票で圧勝していたはずですが、独裁政権の与党が不正な方法で票を水増しして操作した」とし、全体でも野党が7割の得票であったのに与党の圧力でひっくり返された、国民が抗議デモを行おうとしたが、軍隊出動の動きがあり押さえ込まれたとしている。ゾマホンは提訴するも「裁判官も任命した与党の言いなり」であったため却下された。日刊スポーツの取材に対し「前は立候補することさえできなかったが、今回は一歩前進。祖国を良くするためには、諦めずに頑張っていかなくてはいけない」「今後は日本に滞在して国外から祖国の正常化を目指し、2026年の当選を目指す」と話した。

## 人物
母語であるフォン語とフランス語、日本語、中国語、ヨルバ語、英語の6か国語を操る。
ベナンの言葉で『ゾマホン』は、“火のないところに煙は立たない”という意味であるという。
大の銭湯好きであり、来日当初から近所の「白鷺湯」という銭湯にほぼ毎日のように通っていたという。
口癖は「人生甘くない」。
バスケットボール選手の八村塁の父親とは昔からの知り合いで、ともにベナン出身で同じシルヴァ系民族である。毎年会っており、赤ちゃんの頃の塁を抱っこしたこともある。ゾマホンによると、八村の父が日本に来た3人目のベナン人で、ゾマホンが4人目だという。

## ゾマホンの道徳論及び考え
以下、ゾマホンの道徳論や、様々な物事に対する考え方を、特に本人がはっきりと明言している事のみ、箇条書きにて列挙する。項目を設けて整理してあるが、内容によっては2つ以上の項目に該当し、重複しているものもある。

### 日本観
- 地下資源がないにもかかわらず日本が先進国になっている理由は、「教育」にある。日本人の識字率は100%である。母国では考えられない。国を発展させ先進国にするには、教育が必要不可欠である。明治時代に日本が義務教育を開始したのは素晴らしい政策である[6][16]。
- 江戸時代と明治時代の日本人は素晴らしい。特に外国に対して鎖国をした。結果的にヨーロッパの植民地にならなかった。また、鎖国政策をしながら藩校や寺子屋などを設け、教育が大事にされた。それが国の発展に繋がった[6][16]。
- 日本という国は、素晴らしい国である。特に日本の安全は素晴らしい。私でも外国人登録証とパスポートを持っていれば、日本全国を安心して移動することができる。それは他の先進国では不可能なことである。この日本の「安全さ」は何よりも価値が高いものである[17][18]。
- 安全というのは、ゾマホンにとって非常に大切な事で、人間社会にとって必要条件であると考えている[17][18]。
- 日本の子供達は、外国人（特にアメリカ人）のように、髪を染め、ミニスカートを履く。それは良くない[19]。
- 日本人は、欧米しか知らない。世界を知ろうという気持ちが全く無い[20]。日本で伝わっているアフリカの情報の多くは間違いである。本当のアフリカを知ってもらいたい[6][21]。

日本におけるこういった間違い/事実誤認の原因は、アフリカにおける事件/事象を報道する際、しっかりと現地調査を行わず報道する日本のマスコミにあると考える。経済的にも困っておらず、技術も備わっていて力のある日本のマスコミがそれをしない現状は日本国民を馬鹿にする最低の行為である。日本人は自分たちもマスコミに騙されないよう「本当に知りたいものは、自分の目で見て確かめる」ということを忘れないで欲しい。
- 日本への原子爆弾投下について高い関心を持ち、「広島、長崎を分からないと、世界は平和にならない」と考えている。ゾマホンがベナンで建てた日本語学校では毎年8月6日と8月9日には黙祷が捧げられている[6]。

### 国家・アフリカ
国
- 自身の国の文化を尊重しなければならない[16]。

アフリカ
- 国を発展させる為に先進国や個人から援助してもらうのは良くない。民間企業の投資を促進して欲しい。国を発展させる為の技術を先進国から学ぶべきである[16][23]。
- アフリカ人であれ - アメリカやヨーロッパで会える黒人は、黒人の顔をしたヨーロッパ人。しかし、大切なのは、純粋な黒人。純粋な黒人に学ぶことはたくさんある。
- 中国留学中に孫文の思想に非常に共鳴した。何故ならば、彼の考えは、自分の為に努力するのではなく、公の為に、みんなの為に努力するという考え、それが自分の考えと同じだからである。また日本では批判もあるが、アフリカでは毛沢東は尊敬されている人物である。アフリカが中国と同じく植民地化という運命をたどった為に、黒人を非常に大事にした。それが毛沢東を愛する理由である[23]。

## 教育普及・医療・福祉・環境への取り組み
ゾマホンは、ベナンを始めとしたアフリカ各国の様々な問題（主として経済発展や民主化の促進、医療の復旧等）の解決のためにはどうするべきかと高校時代から悩んできたという。当初はアフリカ文学により、それらの問題の解決を図ろうとしていたが、来日して日本人の識字率が100 %である事を知り、大変驚いたという。
ベナンはかつてフランスの植民地で、現在でも公用語はベナンの現地語ではなくフランス語であるが、多くの国民が学校に通えず、教育を受けていない為、国民の70%以上はフランス語を使えない。識字率の低さこそがベナンの発展の遅れの最大の原因になっていると考えたゾマホンは教育の重要性を痛感し、当初は「日本とベナンの間の掛け橋になりたい」という理由で、私財を投じて母国ベナン共和国に日本語学校を設立しようとしていた。
しかし、ベナン北部のあまりの発展の遅れや初等教育が普及していない現実から、識字率を上げなくては日本語学校に通う学生もおぼつかないとして、小学校建設に転換した。同時期に河出書房新社から刊行していた「ゾマホンのほん」の印税の全てと、自身のアルバイトやテレビ出演で得た私財を投じて、2000年4月、ボルグー県コロボロルに「たけし小学校」を開校。この際、子供の働き手が失われるということで親達による暴動が起きたが、ゾマホンの「このままだといつまで経ってもこの苦しい生活から抜けられない」という説得から理解され、結果的には、親達が学校の工事に手を貸すまでになった。
2001年4月にはアタコラ県チチャクに「明治小学校」とボルグー県キカに「江戸小学校」開校。2003年9月にはコトヌー市に「たけし日本語学校」開校。
たけし日本語学校では、日本語教育を行うだけではなく、文化交流や技術移転などを目的としている。さらには同校はすべて無料で授業を行っているという。
また、ベナンに対して医療援助も行っているという。日本で自身の貯金で医薬品等を安く買い、帰国時などに無償で病院などに配るなど、教育という枠を超えた社会福祉活動も実践している。
これらの功績により、2001年に世界最優秀青年賞（国際青年会議所 (JCI)）、2002年にベナン共和国国民栄誉賞を受賞。
2001年に世界最優秀青年賞を受賞した際に財団を設立する事を勧められて、「IFE財団」という名の財団を設立し、責任者にゾマホンが就任した。「IFE」とは、ベナンの現地語で「愛・分かち合い」等の意味で、その財団を通じ、教育・医療の普及や貧困・テロの撲滅、日本の援助を実際に国民の手に届ける為の活動、人権・民主化の促進など、ベナンやアフリカ諸国を中心に国際社会全体への福祉活動をも実践している。また、同時に当初の目的であった日本とベナン、そして、アフリカ全体の交流もその財団にて実践している。それら財団の運営費は全て、ゾマホン個人で支払っているという。また、日本でもゾマホンの活動を支援するための「特定非営利活動法人IFE」が設立され、ゾマホンの活動を支える活動を行っている。
また、来日当初、日本とベナンの間に直接的な国交は存在しなかったが、ゾマホンのテレビ出演がきっかけとなって正式な国交が樹立し、日本にベナン大使館が設立されるといった、名実共に日本とベナンの架け橋となった功績も残している。
『素敵な宇宙船地球号』によれば、ベナンにあるかつて「アフリカのヴェネツィア」と呼ばれたガンビエのあるノコエ湖の水質浄化の活動をしている。
ビートたけしはゾマホンのベナンでの教育活動を支援しており、2009年1月2日に放送されたクイズ$ミリオネアに出演したたけしは、賞金1000万円を獲得したらベナンに学校を建設するための資金として全額を寄付すると宣言しクイズに臨み、たけしは見事1000万円を獲得。応援団としてたけしの挑戦を見守っていたゾマホンは小切手を手渡されるとたけしを「神様です」と呼び、感激のあまり床にひれ伏した。
2009年4月19日に放送されたテレビ朝日系の特番ではたけしが子供の給食費としてタレントに1万円の寄付を呼びかけ（これで1年分以上の給食費になる）、所ジョージの知り合いに作ってもらった子供の顔写真入りカードを渡した。所ジョージも「たけし小学校」にスクールバスやランチプレートを贈るなどの支援を行い、ランチプレートを丁寧に洗い、破れ掛けた包装用のビニール袋に入れて大切にしている子供の姿を見た所は「もっと良いカバーを作ってあげれば良かった」と想像以上に喜んでくれた子供に感心していた。
その他、たけしに頼まれた田中義剛がベナンに渡って畜産を教え、「花畑牧場ベナン支社」の看板を掲げているほか、たけしと親交が深い篠原勝之もベナンに渡り、たけし小学校の子供たちとオブジェの製作を共同で行った。

## 著作
- ゾマホン・ルフィン「ゾマホンのほん」河出書房新社 ISBN 4-309-01307-4 (1999).
- ゾマホン・ルフィン「ゾマホン、大いに泣く」河出書房新社 ISBN 4-309-01344-9 (2000).
- 共著「目覚めろ日本人!!! ここがヘンだよ日本人」河出書房新社 ISBN 4-309-26474-3 (2002).
- 国際基督教大学社会科学研究所、上智大学社会正義研究所編「日本における正義:国内外における諸問題」御茶の水書房 ISBN 4-275-01996-2 (2003).
- ゾマホン・ルフィン、小国秀宣「ゾマホンも知らないゾマホンの国」明窓出版 ISBN 4-89634-164-3 (2005).

## シングル曲
- 「どんぐり野郎」（2009年5月13日）

## 出演

### バラエティ
- ここがヘンだよ日本人（1998年 - 2002年、TBS系）
- あいのり（2008年5月26日/6月2日、フジテレビ系） - ベナンでのロケ
- 素敵な宇宙船地球号（2008年3月23日/30日/2009年1月25日、テレビ朝日系） - ゾマホン汗かき奮闘記
- みんなでニホンGO!（2010年5月20日、NHK総合） - ゲスト
- 小島×狩野×エスパー3P（2010年6月12日、TOKYO MX） - ゲスト
- たけスポシリーズ（2007年 - 、テレビ朝日系）
- ビートたけしの絶対見ちゃいけないTVシリーズ（2008年 - 、TBS系）
- 世界ナゼそこに?日本人 〜知られざる波瀾万丈伝〜（2017年2月6日 、テレビ東京系） - VTR出演

### ドラマ
- 菊次郎とさき3（2007年）

### 映画
- TAKESHIS'
- 監督・ばんざい!

### CM
- ギガス（1999年・2000年）[24]

### その他
- 情報7days ニュースキャスター（2013年3月2日）
  - ベナン共和国のヤイ・ボニ大統領と共に出演。